# Флориш (аэропорт)
Аэропорт Флориш (порт. Aeroporto das Flores) (ИАТА: FLW, ИКАО: LPFL) — региональный аэропорт на острове Флориш в португальском архипелаге Азорские острова.

## География
Он расположен вдоль восточного побережья, разделяя региональную столицу Санта-Круш-даш-Флориш на две части: от Порту-де-Сан-Педру взлётно-посадочная полоса идёт с севера на юг до района Порту-душ-Посуш. Аэропорт разделяет районы Монте и Пау-Пике (на мысах) и центральный район Санта-Круш-даш-Флориш вдоль восточного побережья.

## История
В 1927 году маркиз Франческо де Пинедо, полковник ВВС Италии, впервые задумался о создании аэропорта или аэродрома на острове Флориш. Это произошло после того, как он был вынужден совершить вынужденную посадку в 200 километрах от острова, пытаясь добраться до Ньюфаундленда. Его гидросамолёт Savoia-Marchetti S.55, названный «Santa Maria II», был спасён португальским рыболовецким судном «Infantes de Sagres» (направлявшимся к Большой Ньюфаундлендской банке на ловлю трески) и отбуксирован в Орту, где его отремонтировали.
Но только в 1972 году на Флорише был открыт аэропорт.
Наряду с аэропортами в Лиссабоне, Порту, Фару, Орте, Санта-Марии, Понта-Делгада и Бежа, 18 декабря 1998 года ANA – Aeroportos de Portugal получила концессию на поддержку гражданской авиации в соответствии с положениями указа 404/98. Благодаря этой концессии ANA также получила право на планирование, разработку и строительство будущей инфраструктуры.
11 января 2013 года компания ANA Aeroportos объявила тендер на улучшение доступности аэропорта путем установки лифтов, эскалаторов и механических дорожек, которые должны быть установлены в течение следующих пяти лет.

## Статистика
Данные из запроса в Викиданные.